# SN 1983O
SN 1983O – supernowa odkryta 30 czerwca 1983 roku w galaktyce NGC 4220. W momencie odkrycia miała maksymalną jasność 14,50m.